# Roskány

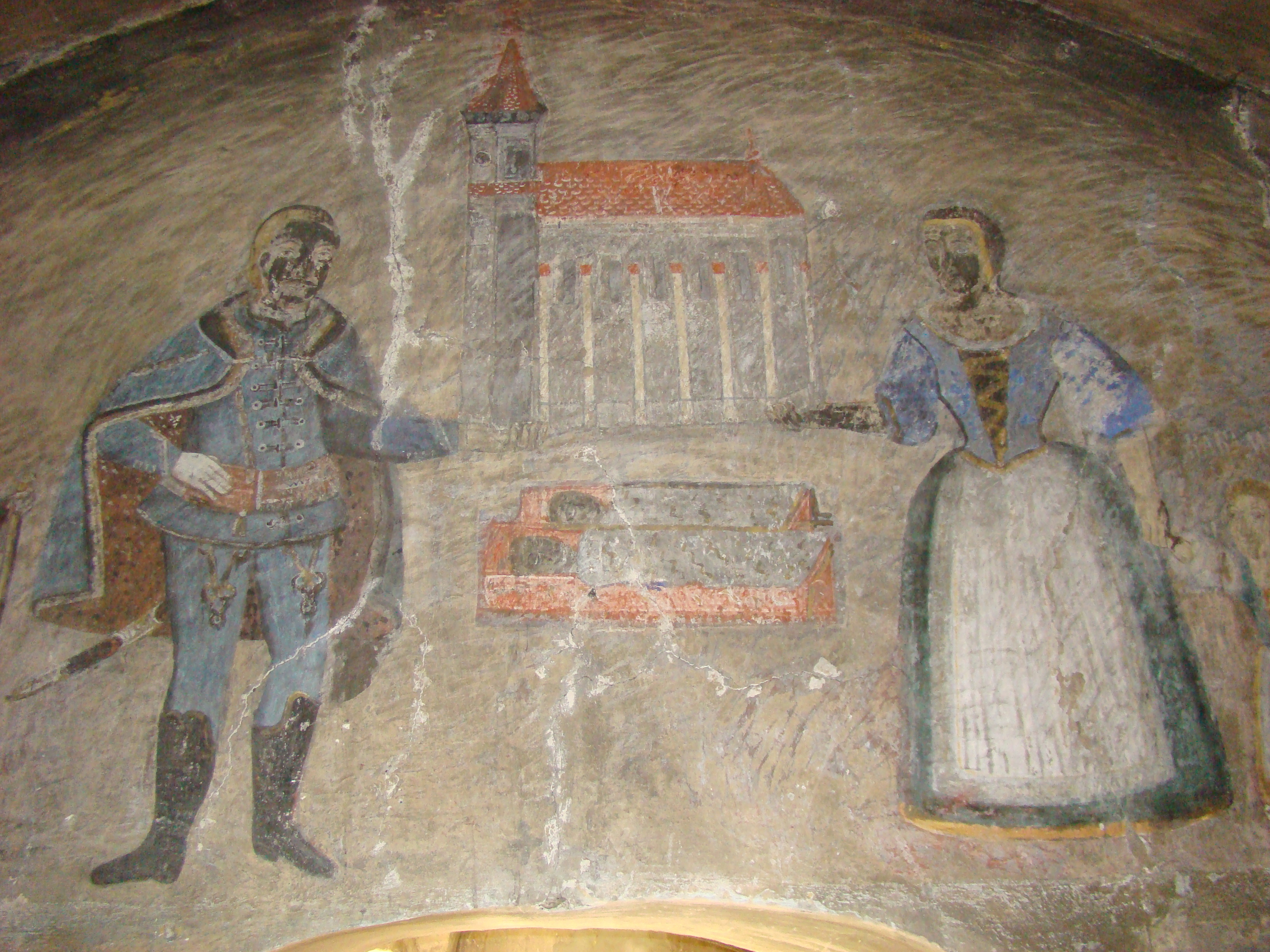
A Kaba házaspár votív képe

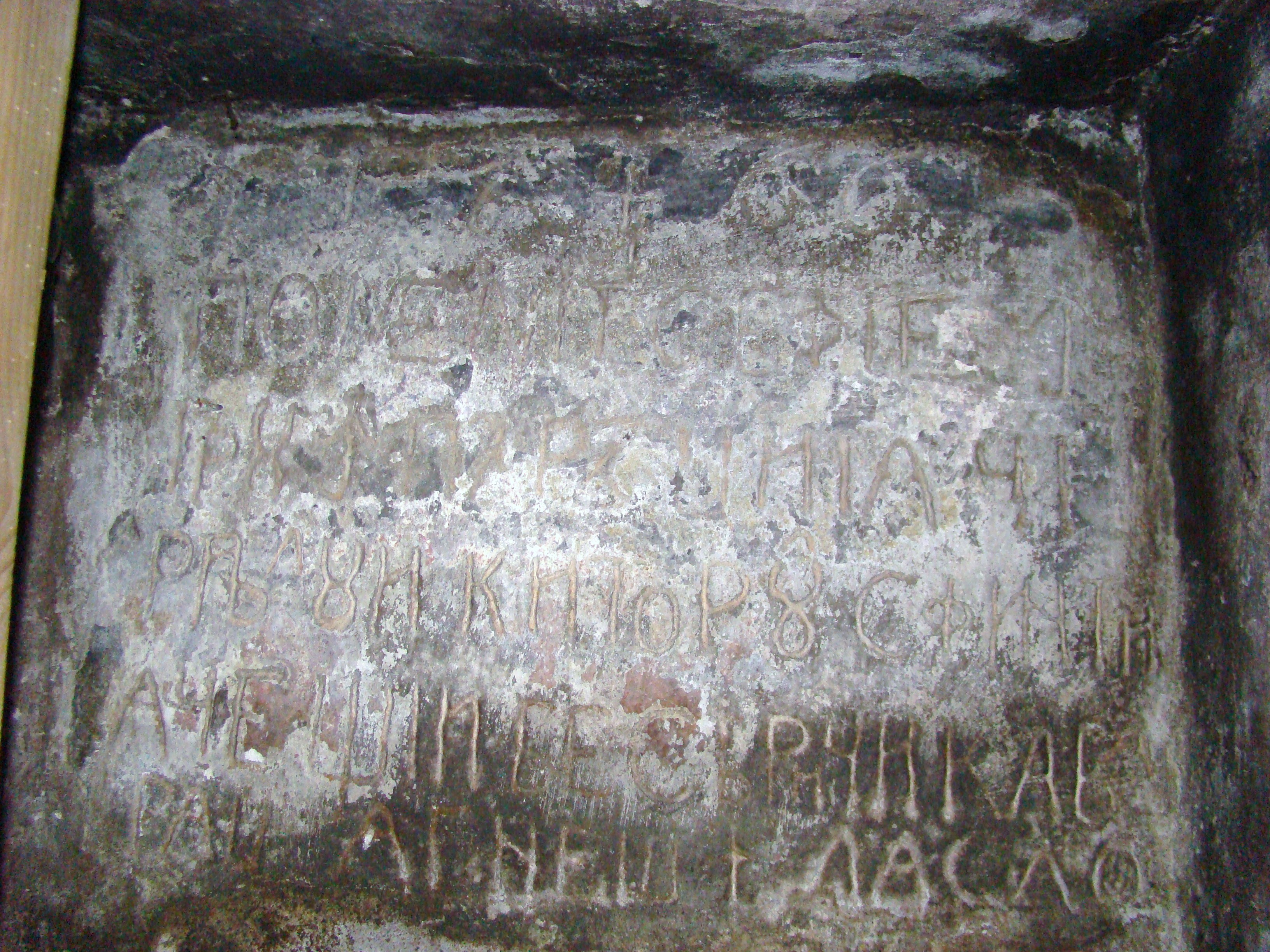
Alapító felirat

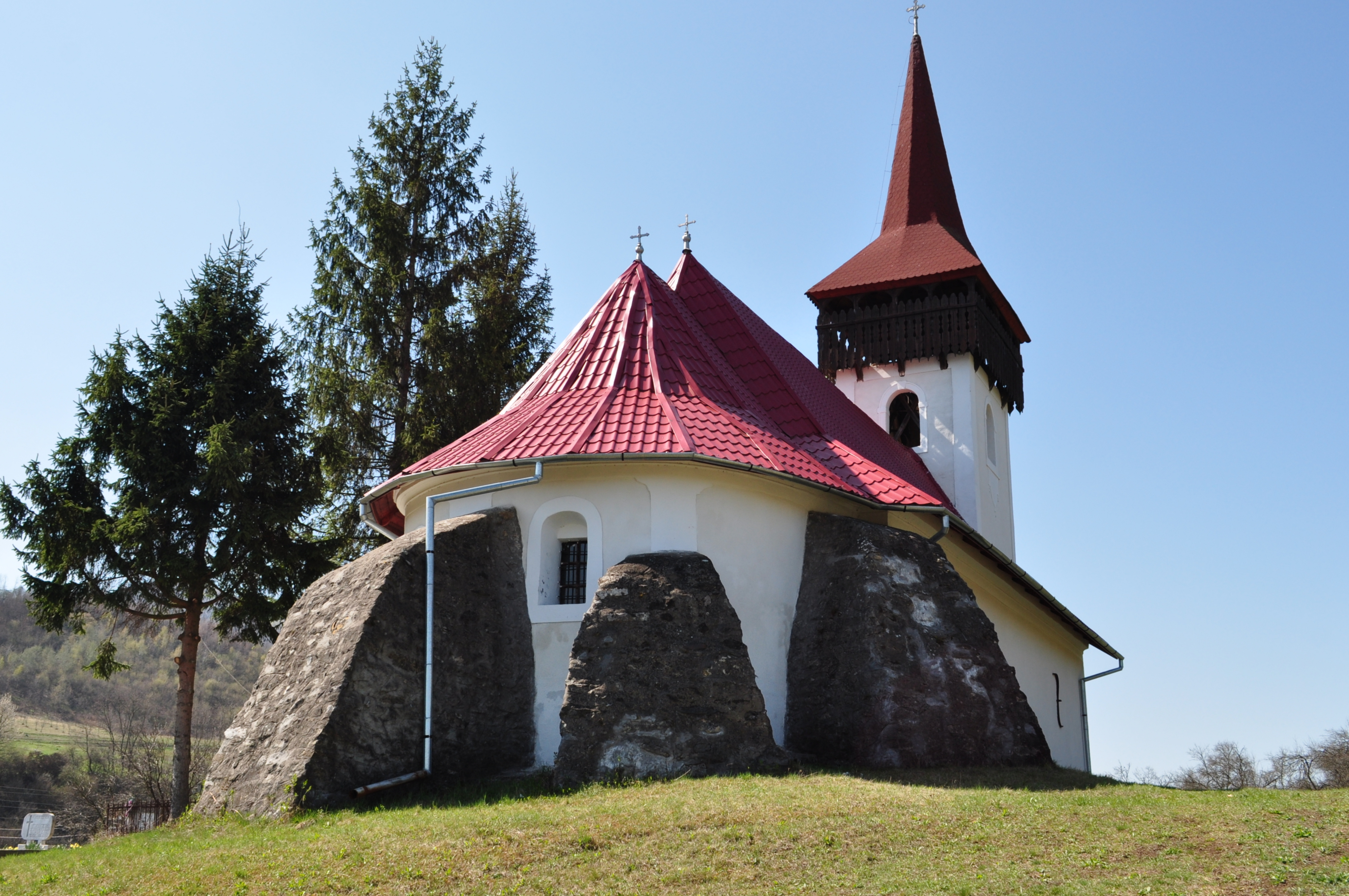

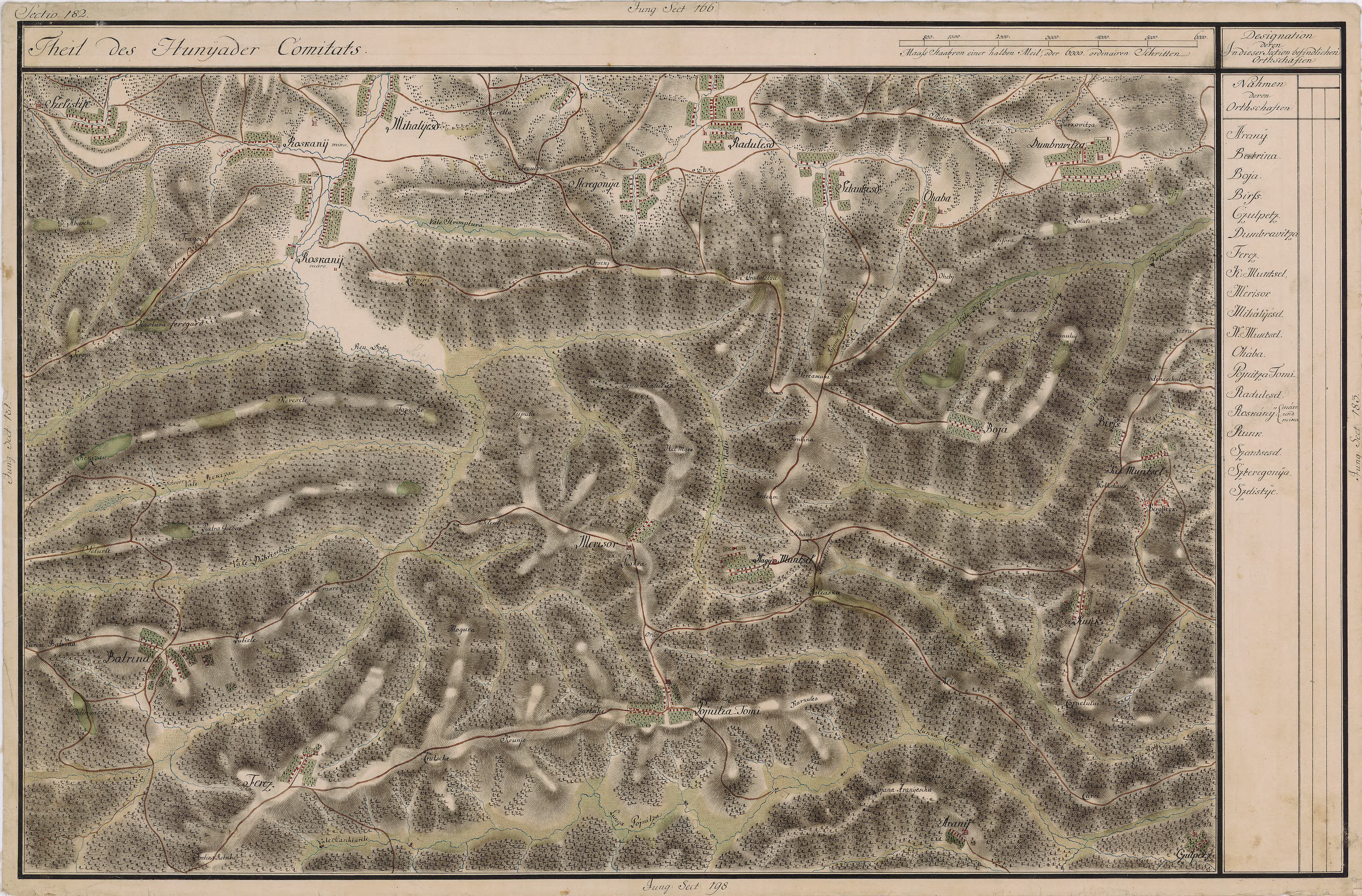
Roskány környéke 1769–1773 között

Roskány (románul: Roșcani) falu Romániában, Erdélyben, Hunyad megyében.

## Fekvése
A Ruszka-havas északi peremén, a Dobra-patak két partján, Dévától 33 km-re nyugatra fekszik. Két részre oszlik, a keleti Nagyroskányra és a nyugati Kisroskányra. Határának 70%-a erdő.

## Nevének eredete
Neve a Roșca személynév román helységnévképzővel ellátott alakja. Először 1491-ben Roskan, majd 1601-ben Roskany, 1733-ban Ruskán, 1769–1773-ban pedig Roskánÿmare és Roskánÿmike ('Nagy- és Kisroskány') alakban említették.

## Története
Kezdetben Déva váruradalmához tartozott. 1752-ben Haller János gubernátor saját uradalmában papirosmalmot és hozzá kapcsolódó fűrészt létesített. Ez később a Kornis család, majd 1825-től a kincstár tulajdonába került. 1733-ban 180 lelket, 1769–1773-ban Nagyroskányban 48, Kisroskányban 25 gazdaságot írtak össze. Lakói 1784-ben több házat felgyújtottak, papiros- és fűrészmalmát tönkretették.
A papírmalmot a kincstár 1825-ben felújíttatta, majd bérbe adta. Termékeit nagyrészt a Gubernium és Hunyad vármegye használta, de egy szebeni román kereskedő Havasalföldön is terjesztette, valamint a Bánátból is vásárolták. Lakói almatermesztésből, faedény- és kanálkészítésből és mészégetésből éltek. A 19. században egy szász molnár által épített alulcsapós vízimalmát 2003-ban a nagyszebeni skanzenban állították föl. Legnagyobb birtokosa 1909-ben a magyar államkincstár volt.
Három mészkőfejtőjét a 20. század elejétől az 1980-as évekig tervszerűen kitermelték, és a kőből Dobrán meszet égettek. Határának 1944-ben 79%-a volt erdő, 9%-a rét és 6%-a szántó. Az 1975 és 1978 közötti nagymérvű erdőirtások után a Dosu Surdului korábbi bükköseit luc- és vörösfenyővel ültették be. 1968-ig községközpont volt, akkor csatolták Dobrához.
A falu szélén, egy sziklafalban nyíló barlangba húzódott vissza az 1990-es évek végén híveivel az önmagát Isten fiának hirdető Horváth Ferenc (Francisc Horvath) Maitreya. Mesterük 2003-as halála óta követői („a fehér fény fiai”) továbbra is a faluban élnek és rendszeresen megtartják a barlangban rituális összejöveteleiket.

## Népessége
- 1785-ben 749 lakosának 8%-a nemes volt. Ugyanazon évben a vármegye 110, az ortodox főesperesség 124 ortodox családfőt, 1790-ben az illető egyházak 25 görög és kilenc római katolikus lelket írtak össze.[4]
- 1910-ben 917 lakosából 892 volt román és 17 magyar anyanyelvű; 893 ortodox, 8 zsidó, 7 római katolikus és 6 unitárius vallású.
- 2002-ben 472 román nemzetiségű lakosából 369 volt ortodox és 102 pünkösdista vallású.

## Nevezetességek
- Faerkélyes ortodox kőtemploma eredetileg a 15. században, gótikus stílusban épült. 1766-ban jófői Kaba László újíttatta fel. Az apszis falán cirill betűs, román nyelvű alapító felirat kér mennyei pártfogást Kaba László és felesége, Rác Ágnes számára. A templom pitvarában, a bejárat fölött, egy fogadalmi táblán ugyanők láthatóak. Kaba László huszáregyenruhát visel, feleségét nyugati divat szerinti ruhában, de népi kötényben festették meg. Fiuk sétabotot tart. Kisebbik lányuk nevét (Kaba Mária) az alakja fölött cirill betűs felirat tudatja. A templom körüli sírkeresztek közül a legkorábbi 1831-ből való és magyar nyelvű. Domsa / Tomsa (?) Meliton királybíró feleségének, Toldi Máriának az emlékét őrzi.
- A Coasta Firezului- ('Fűrészhát-') barlangot csak 1934-ben fedezték fel a faluban élők. A nehezen járható tavasbarlang vezető nélkül nem látogatható.
- 1982-ben a mészkőkitermelés egy robbantása nyitotta meg a Pleșu-barlangot.[5]
- Horgászvizeiben szivárványos pisztráng él.

## Híres emberek
- Itt született 1947-ben Ovidiu Ioan Muntean politikus, hírközlési miniszter.